# Szyszkowski (Adelsgeschlecht)

Wappen Ostoja

Szyszkowski, Wappengemeinschaft Ostoja ist der Name eines aus der Woiwodschaft Sieradz stammenden polnischen Adelsgeschlechtes. Sie werden 1399 erstmals urkundlich erwähnt. Im 15. Jahrhundert erwarben sie umfangreichen Grundbesitz in der Krone des Königreichs Polen. Im 16. Jahrhundert stiegen sie zu den Magnaten und erwarben geistliche und weltliche Ämter in Polen-Litauen.

## Namensträger
- Stanisław Szyszkowski (nach 1530), Domherr in Gnesen und Posen
- Marcin Szyszkowski (1554–1630), Bischof von Krakau, Lutzk und Płock, Fürst von Siewierz
- Andrzej Szyszkowski (gestorben 1636), königlicher Sekretär
- Piotr Szyszkowski (gestorben 1645), Castellan, Starost, Marschall des Krontribunals
- Nikolaus Szyszkowski (gestorben 1643), Bischof von Ermland